# European Nations Cup (Rugby League)
Der European Nations Cup der Rugby League wurde im Jahr 2003 begründet und sollte zunächst den Beteiligten – England, Wales, Schottland, Irland, Frankreich und Russland – als Vorbereitung auf die Rugby-League-Weltmeisterschaft 2005 dienen, die jedoch auf 2008 verschoben wurde. Ausrichter des European Nations Cup ist die Rugby League European Federation.

## European Championship 1935 bis 1996
Ein Vorläufer war die European Championship, die seit 1935 zwischen England, Wales und Frankreich ausgetragen wurde, als Frankreich erstmals international auftrat. Hier spielte jeder gegen jeden, ohne Rückspiel und ohne ein Finale. Vorübergehend wurden von 1946/47 bis 1948/49 Hin- und Rückspiele ausgetragen. In den 1950er Jahren nahm zeitweilig ein gemischtes Team aus Spielern teil, die in den Ligen Großbritanniens oder Frankreichs spielten, aber nicht aus den drei genannten Ländern kamen (besonders Australier, Neuseeländer, Schotten und Iren): Other Nationalities.
Dieser Wettbewerb wurde – mit teilweise langjährigen Unterbrechungen – bis 1996 ausgetragen.
| Team              | Siege | Jahre                                                                                                |
| ----------------- | ----- | --- |
| England           | 12    | 1935, 1945/46, 1946/47, 1947/48, 1949/50, 1953/54, 1969/70, 1975, 1978, 1979, 1980, 1996             |
| Frankreich        | 06    | 1938/39, 1948/49, 1950/51, 1951/52, 1977, 1981                                                       |
| Wales             | 04    | 1935/36, 1936/37, 1938, 1995                                                                         |
| Andere Nationen   | 02    | 1952/53, 1955/56                                                                                     |
| nicht ausgetragen |       | 1940–1944 (Zweiter Weltkrieg), 1954/55 (Weltcup), 1957–1968, 1971–1974, 1975/76 (Weltcup), 1982–1994 |

## European Nations Cup seit 2003
Nach den eher sporadischen Austragungen der European Championship in den letzten Jahrzehnten wurde der Wettbewerb 2003 unter neuem Namen wiederbelebt, und dabei der Teilnehmerkreis von drei bzw. vier Mannschaften auf sechs erhöht.
| Jahr | Endspiel                     | Ergebnis    |
| ---- | ---------------------------- | ----------- |
| 2003 | England A – Frankreich       | 68:6        |
| 2004 | England – Irland             | 36:12       |
| 2005 | Frankreich – Wales           | 38:16       |
| 2009 | Wales – Schottland           | 28:16       |
| 2010 | 1. Wales 2. Frankreich       | kein Finale |
| 2012 | 1. England Knights 2. Irland | kein Finale |
| 2014 | 1. Schottland 2. Frankreich  | kein Finale |